# Juga
Juga is een geslacht van weekdieren uit de klasse van de Gastropoda (slakken).

## Soorten
- Juga acutifilosa (Stearns, 1890)
- Juga amgunica Moskvicheva, 1986
- † Juga arnoldiana (Pilsbry, 1934)
- Juga buettneri (Ehrmann, 1927)
- Juga calculus (Reeve, 1859)
- Juga chacei (Henderson, 1935)
- Juga chankensis Moskvicheva, 1986
- † Juga chrysopylica D.W. Taylor, 1966
- Juga czerskii Moskvicheva, 1986
- Juga hemphilli (Henderson, 1935)
- Juga heukelomiana (Reeve, 1859)
- Juga interioris (Goodrich, 1944)
- † Juga kettlemanensis (Arnold, 1909)
- Juga laurae (Goodrich, 1944)
- Juga newberryi (I. Lea, 1860)
- Juga nigrina (I. Lea, 1856)
- Juga nodosa (Westerlund, 1897)
- Juga occata (Hinds, 1844)
- Juga plicifera (I. Lea, 1838)
- Juga silicula (Gould, 1848)
- Juga starobogatovi Zatravkin & Moskvicheva, 1986
- Juga tugurensis Moskvicheva, 1986

### Taxon inquirendum
- Juga bulbosa (Gould, 1847)

### Synoniemen
- Juga (Calibasis) D. W. Taylor, 1966 => Juga H. Adams & A. Adams, 1854
- Juga (Calibasis) acutifilosa (Stearns, 1890) => Juga acutifilosa (Stearns, 1890)
- Juga (Juga) H. Adams & A. Adams, 1854 => Juga H. Adams & A. Adams, 1854
- Juga (Juga) newberryi (Lea, 1860) => Juga newberryi (I. Lea, 1860)
- Juga (Juga) plicifera (I. Lea, 1838) => Juga plicifera (I. Lea, 1838)
- Juga (Juga) silicula (Gould, 1848) => Juga silicula (Gould, 1848)
- Juga (Hua) => Hua S.-F. Chen, 1943
- Juga (Hua) amgunica Moskvicheva, 1986 => Juga amgunica Moskvicheva, 1986
- Juga (Hua) chankensis Moskvicheva, 1986 => Juga chankensis Moskvicheva, 1986
- Juga (Hua) czerskii Moskvicheva, 1986 => Juga czerskii Moskvicheva, 1986
- Juga (Hua) starobogatovi Zatravkin & Moskvicheva, 1986 => Juga starobogatovi Zatravkin & Moskvicheva, 1986
- Juga (Hua) tugurensis Moskvicheva, 1986 => Juga tugurensis Moskvicheva, 1986
- Juga (Oreobasis) D. W. Taylor, 1966 => Juga (Juga) H. Adams & A. Adams, 1854 => JugaH. Adams & A. Adams, 1854
- Juga (Oreobasis) newberryi (Lea, 1860) => Juga newberryi (I. Lea, 1860)
- Juga amurensis (Gerstfeldt, 1859) => Koreoleptoxis amurensis (Gerstfeldt, 1859)
- Juga extensa (Martens, 1894) => Koreoleptoxis tegulata (Martens, 1894)
- Juga tegulata (Martens, 1894) =>  Koreoleptoxis tegulata (Martens, 1894)